# NGC 7257
NGC 7257 = NGC 7260 ist eine Balken-Spiralgalaxie mit ausgedehnten Sternentstehungsgebieten vom Hubble-Typ SBbc im Sternbild Aquarius auf der Ekliptik. Sie ist schätzungsweise 225 Millionen Lichtjahre von der Milchstraße entfernt und hat einen Durchmesser von etwa 125.000 Lichtjahren.
Im selben Himmelsareal befindet sich u. a. die Galaxie NGC 7266.
Die Typ-II-Supernova SN 2001cl wurde hier beobachtet.
Das Objekt wurde am 1. Oktober 1864 von Albert Marth entdeckt. Der Eintrag NGC 7257 bezieht sich ebenfalls auf diese Galaxie und wurde von Édouard Stephan am 22. September 1876 beobachtet.